# Ascaltis poterium
Ascaltis poterium är en svampdjursart som först beskrevs av Ernst Haeckel 1872.  Ascaltis poterium ingår i släktet Ascaltis och familjen Leucascidae. Inga underarter finns listade i Catalogue of Life.